# Aulacobothrus punjabensis
Aulacobothrus punjabensis är en insektsart som beskrevs av Baloch, N. och Wagan 2000. Aulacobothrus punjabensis ingår i släktet Aulacobothrus och familjen gräshoppor. Inga underarter finns listade i Catalogue of Life.